# Bagre pinnimaculatus
Bagre pinnimaculatus és una espècie de peix de la família dels àrids i de l'ordre dels siluriformes.

## Morfologia
- Els mascles poden assolir 95 cm de longitud total.[2][3]

## Hàbitat
És un peix demersal i de clima tropical.

## Distribució geogràfica
Es troba a Centreamèrica i Sud-amèrica: conques fluvials pacífiques entre el Golf de Califòrnia i l'Equador.

## Ús comercial
Es comercialitza fresc, salat, assecat i fumat.